# Marna
Marna (francouzsky Marne) je řeka v severní Francii (Hauts-de-France, Champagne-Ardenne, Île-de-France). Její celková délka je 525 km. Plocha povodí měří 12 700 km².

## Průběh toku
Pramení na planině Langres a protéká přes Pařížskou pánev. Ústí zprava do Seiny na okraji Paříže v Alfortville/Charenton-le-Pont. Na špici soutoku je velké čínské kulturní středisko (největší svého druhu v Evropě). Nejbližší stanice pařížského metra je Veterinární škola.

## Vodní režim
Zdrojem vody jsou převážně dešťové srážky. V zimě dochází k povodním, zatímco v létě je stav vody nízký. Kolísání úrovně hladina dosahuje 4 až 5 m. Průměrný průtok vody v ústí činí přibližně 100 m³/s.

## Využití
Vodní doprava je možná do města Épernay. Průplavy ji spojují s Mázou, Moselou a Rýnem, Saônou.
Na řece leží města Chaumont, Châlons-en-Champagne, Épernay.

## Historie
Název pochází od keltského matra, „matka“ a v latině ji zaznamenal Julius Caesar ve svých Zápiscích o válce galské, kde uvádí, že řeky Matrona a Sequana (Seina) oddělují Galy od Belgů. Další latinské podoby byly Matrena, Materna apod.
Na začátku 1. světové války došlo na řece k velké bitvě, která je známá jako první bitva na Marně. Druhá bitva na Marně se odehrála 15. července až 6. srpna 1918.